# Зброя вікінгів
Знання про військові технології епохи вікінгів (Європа кінця VIII — середини XI століття) базуються на відносно мізерних археологічних знахідках, зображеннях і певною мірою на розповідях у скандинавських сагах та законах, зафіксованих у XIV столітті.
Зброя вікінгів відноситься до речового виду джерел.

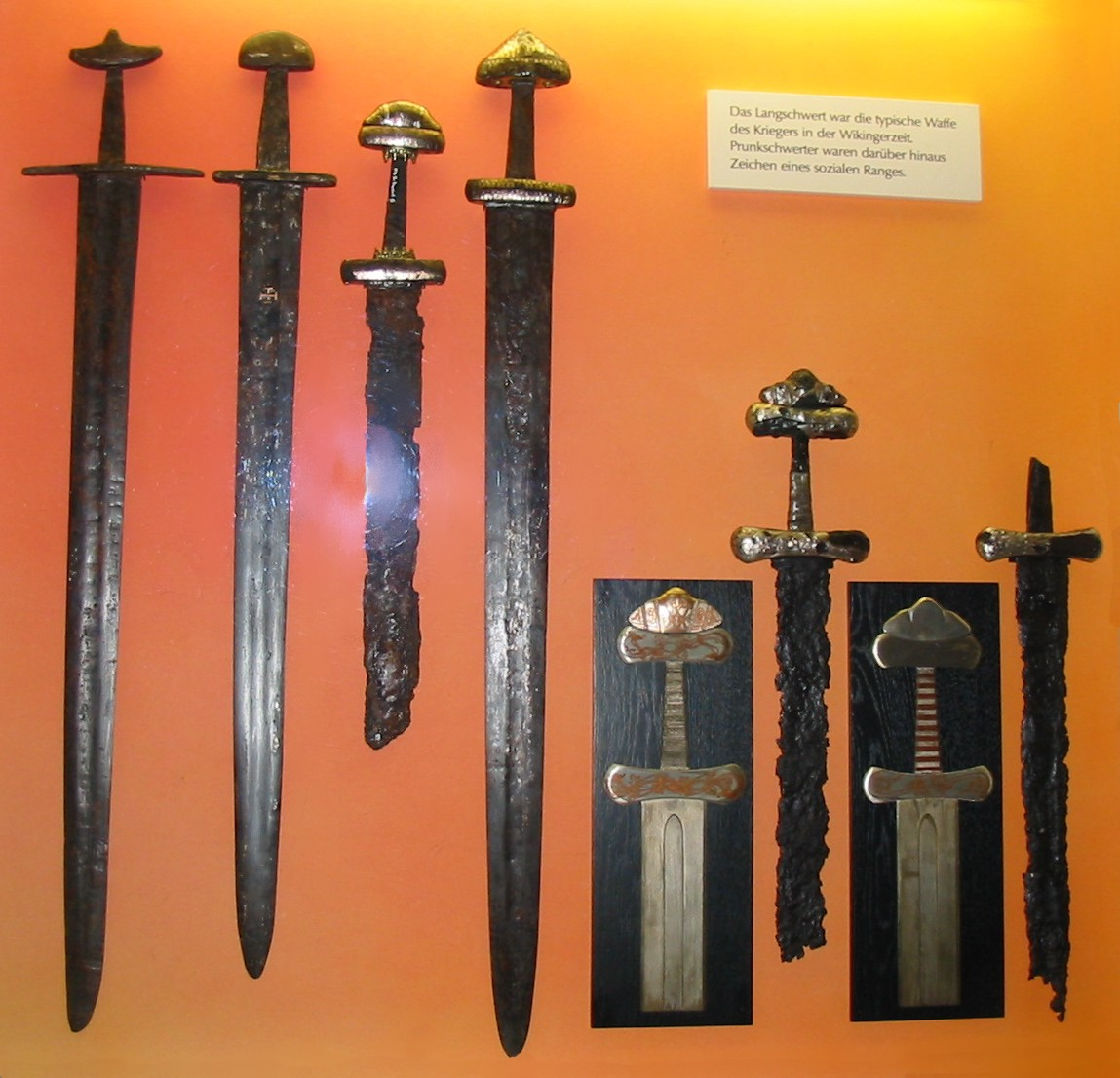
мечі в музеї вікінгів в місті Хедебю.

## Мечі
Якщо судити за археологічними дослідженнями скандинавських поховань IX—X століття, мечі були найпоширенішою зброєю. Однак, швидше за все, їх просто ретельніше зберігали, в той час сокири, наприклад, використовувалися робочими інструментами.
Під словосполученням «скандинавський меч Епохи вікінгів» найчастіше розуміють двухлезвійний клинок з тигельної сталі з долом по центру, держаком під одну руку і характерним навершям. Дійсно, три чверті мечів обоюдогострі, проте залишилася чверть однолезвійних — тобто, має односторонню заточку і схожа на дуже довгий скрамасакс, який забезпечений гардой і навершям того чи іншого характерного для Скандинавії виду. Довжина клинків того і іншого виду найчастіше становила 77-80 сантиметрів. Ширина у верхній частині клинка варіюється від 5-ти сантиметрів до 6-ти. Рукоять коротка — відстань між гардой і навершям від 8,5 до 10,5 сантиметрів — найчастіше 9 або 9,5. Маса клинка близько кілограма .
Мечі частково привозилися з сусідніх країн, зокрема з Франкського Королівства . Про це свідчать клейма франкських збройових майстерень на мечах, найбільш відомими є клейма майстерні Ульфберта (Ulfberht), які нерідко підробляли. Чимала частина виготовлялася в самій Скандинавії, де майстри нерідко копіювали і розвивали привізні зразки.
Однолезвійні мечі використовувалися в першій половині Епохи вікінгів, максимум, до X століття — пізніше зустрічаються тільки двухлезвійні. Якщо вірити дослідженням Петерсена, якість привізних франкських мечів було набагато вище аналогічних скандинавських — вміст вуглецю в сталі норвезьких мечів істотно нижчий .
У порівнянні з більш пізньою європейською холодною зброєю, маса яких досягала 3 кілограм, меч епохи вікінгів був відносно легким (в середньому 1,2-1,5 кг). Однак, в силу особливостей конструкції рукояті і клинка, наносити їм будь-які удари, крім рубаючих, на практиці було важко. Достовірних відомостей — описів або зображень — які показують, як саме билися цією зброєю, не збереглося. Відомості ісландських родових саг з цього приводу досить поверхневі і суперечливі. Можна лише припускати, що меч найчастіше використовувався для роботи правою рукою в парі з круглим дерев'яним щитом кулачного хвата. Удар меча, найімовірніше, приймався на щит, бажано на металевий умбоном останнього, свій же меч використовувався для нанесення удару у відповідь. Удари в такому поєднанні найефективніше наносити по голові або по ногах, для яких в епоху вікінгів практично не було захисного спорядження.
У «Сазі про Гіслі, сина Кислого» головний герой вбиває противника на поєдинку, розколов останнбому череп, але і зламавши при цьому свій цінний меч. У «Сазі про Егіля» і «Сазі про Битві на пустки» згадуються раптові удари мечем, підрубаючи ноги противника.
Особливо цінним мечам часом присвоювалися особисті імена. У «Сазі про Егіля» так описуються приготування вікінгів до битви під Брунанбургом (937 м):
"У Торольва було таке озброєння: великий і товстий щит, на голові — міцний шолом, на поясі — меч. Він називав цей меч — Довгий. Це було гарна зброя. В руці Торольв тримав спис. Наконечник списа був довжиною в два лікті, і зверху у нього було чотиригранне вістря. Верхня частина наконечника була широкою, а втулка — довга і товста. Держак був такої довжини, що стоячи можна було рукою дістати до втулки. Вона було дуже товста і окута залізом. Залізний шип скріплював втулку з держаком. Такі списи називалися «кол в броні». Егіл озброївся так само, як Торольв. У його пояса висів меч, який він називав Ехидна. Егіл добув його в Курляндії. Це була гарна зброя … "
Оригінальний текст (рос.)
«У Торольва было такое вооружение: большой и толстый щит, на голове — прочный шлем, у пояса — меч. Он называл этот меч — Длинный. Это было славное оружие. В руке Торольв держал копье. Наконечник копья был длиной в два локтя, и сверху у него было четырехгранное острие. Верхняя часть наконечника была широкой, а втулка — длинная и толстая. Древко было такой длины, что стоя можно было рукой достать до втулки. Оно было очень толстое и оковано железом. Железный шип скреплял втулку с древком. Такие копья назывались „кол в броне“. Эгиль вооружился так же, как Торольв. У его пояса висел меч, который он называл Ехидна. Эгиль добыл его в Курляндии. Это было отличное оружие…»

Далі, при описі самої битви, в сазі двічі згадується, що при нанесенні ударів, що рубають меч могли тримати і обома руками. Існувала, ймовірно, і техніка бою двома мечами. У тій же «Сазі про Егіля», зокрема, йдеться: «Егіль приготувався до бою з Льотом. У нього був щит, яким він зазвичай користувався. На поясі у нього був меч, який він називав Ехидна, а в руці він тримав меч Драгванділь.»

## Сокири
За даними, наприклад, норвезьких археологів на 1500 знахідок мечів в похованнях епохи вікінгів доводиться +1200 сокир, причому часто сокиру і меч лежали разом в одному і тому ж похованні. Нерідко відрізнити робочу від сокиру від бойової досить складно, однак бойова сокира епохи вікінгів, як правило, менше за розмірами і дещо легше робочої. Обух бойової сокири набагато менше, а саме лезо значно вужче. Більшість бойових сокир, імовірно, використовувалося для роботи однією рукою.
У більш пізній час, в X — XI століттях з'явилися масивні т. Н. «Данські сокири» — з краями-півмісяцями, шириною леза до 45 см, що носять назву «бродекс» (bredøkse) або «брайдекс» — від breið öx (плотницька сокира).
Скандинавські саги, крім звичайного сокири, згадують ще атгейр і kesja — різновиди комбінованої дерев'яної зброї, подібної до алебарди, можливо імпортного походження .

## Ножі(сакси)

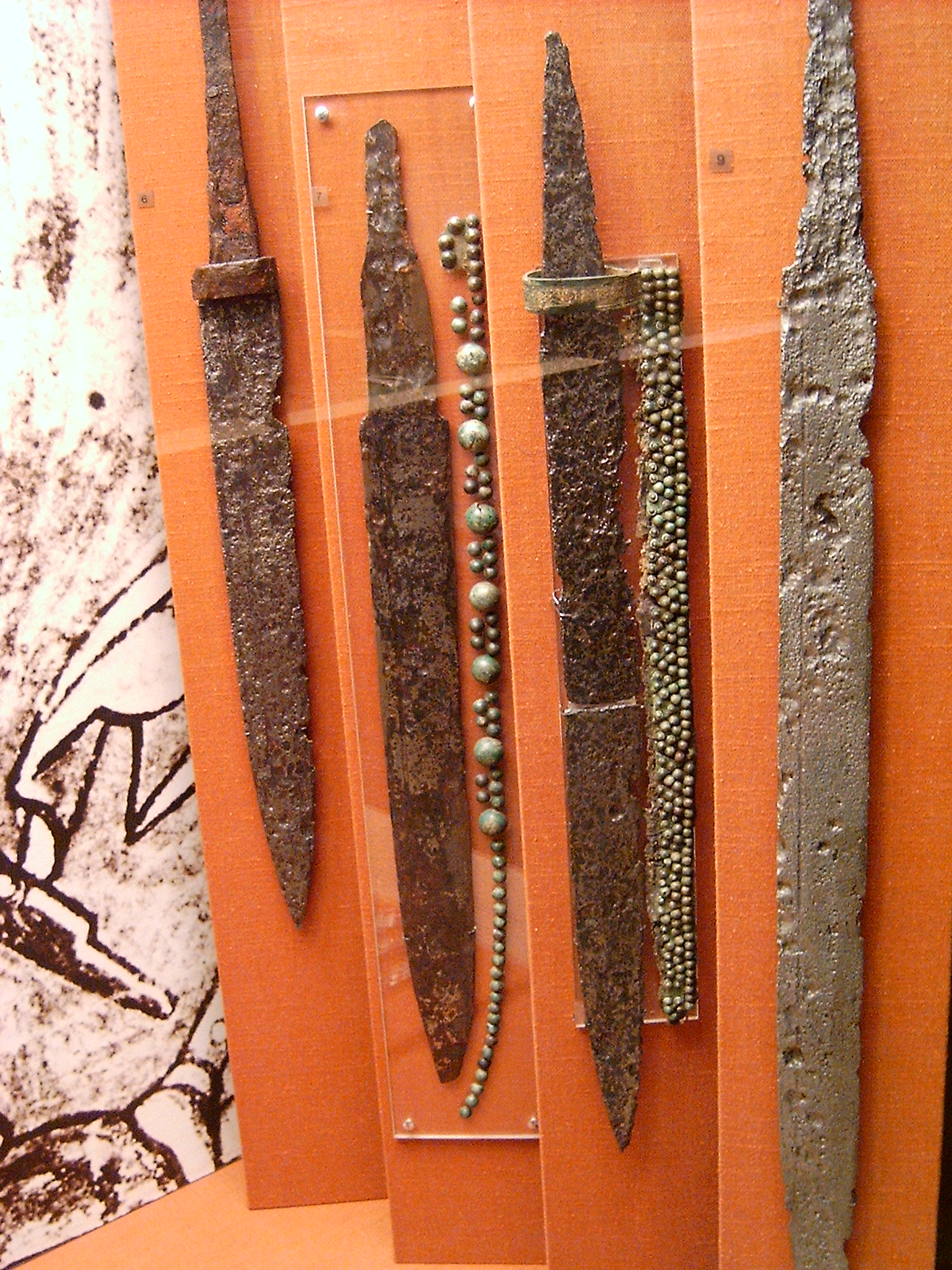
Сакси в музеї вікінгів в місті Хедебю

Сакс — довгий ніж з одностороннім заточуванням, який зазвичай мали почесні громадяни в норвезькому суспільстві. Довший варіант називався скрамасакс. У мирний час це було якоюсь подобою мачете, але також було грізною зброєю в ближньому бою. Багатій людині належав ніж більшого розміру, за розміром трохи поступається мечу.

## Списи
Списи — найбільш поширений вид зброї. Північний спис мав дерево близько п'яти футів (приблизно 1,5 м.) довжиною з довгим широким наконечником листоподібною форми. Таким списом можна було і колоти, і рубати.

У «Сазі про Егіля» при описі битви при Брунанбурге, зокрема, йдеться:

«Торольв так разъярился, что забросил щит себе за спину и взял копье обеими руками. Он бросился вперед и рубил и колол врагов направо и налево. Люди разбегались от него в разные стороны, но многих он успевал убить. Так он расчистил себе путь к знамени ярла Хринга, и никто не мог перед ним устоять. Он убил воина, который нес знамя ярла Хринга, и разрубил древко знамени. Потом он вонзил копье ярлу в грудь, так что оно прошло через броню и тело и вышло между лопаток…»
За іншими джерелами, даний спис також називався «рогатиною». Виготовляли держаки в основному з ясена, обковуючи залізом для того, щоб дерево не можна було перерубати. Вага такого списа була чималою, тому метати його було непросто.
Існували й спеціальні метальні списи, аналогічні європейським дротикам і слов'янським сулицям. Такі списи були коротше, з більш вузьким наконечником. Часто на них закріплювалося металеве кільце, що позначало центр ваги і допомагає воїну надати кидку правильний напрямок.

## Луки
Лук робився з одного шматка дерева, зазвичай тиса, ясена або в'яза, тятивою часто служило сплетене волосся. Стріли в VII—IX ст. мали різні наконечники в залежності від застосування — більш широкі і плоскі для полювання, більш вузькі і тонкі для бойового застосування.